# 비금동국민학교 비금남분교
비금동국민학교 비금남분교는 대한민국 전라남도 신안군에 있었던 공립 초등학교이다.

## 연혁
- 1946년 12월 15일 비금남국민학교 개교
- 1967년 4월 1일 도서벽지학교 '을'급 지정
- 1986년 1월 1일 도서벽지학교 '나'급 조정
- 1988년 3월 1일 비금동국민학교 비금남분교장 격하 편입
- 1995년 3월 1일 폐교 및 비금동국민학교 통폐합